# Cyphophthalmi
Cyphophthalmi este un subordin de opilioni, cu aproximativ 100 specii, grupate în 36 de genuri și 6 familii. Lungimea lor variază de la 1 la 6 mm. În comparație cu alți opilioni, reprezentanții acestui subordin au picioare scurte. Culoarea lor este, în permanență, maro. vederea lipsește, în studierea mediului ei se bazează pe receptorii tactili și oflactivi . 

## Răspândire
Cyphophthalmi se găsesc pe toate continentele, cu excepția Antarctidei. Fiecare din cele 6 familii are o distribuție distinctă: 
- Stylocellidae habitează din India până în Noua Guinee;
- Ogoveidae apar în Africa de Vest;
- Neogoveidae se gasesc în America Centrală  și Africa de Vest;
- Pettalidae locuiesc în America de Sud, Africa de Sud și Australia;
- Sironidae populează Europa temperată și coasta de vest a Americii de Nord;
- Troglosironidae sunt limitate la Noua Caledonie.

## Sistematica
Familiile sunt grupate în 3 suprafamilii:
- Stylocelloidea

- Stylocellidae (5 genuri, 34 specii)

- Ogoveoidea

- Ogoveidae (1 gen, 3 specii)
- Neogoveidae (5 genuri, 12 specii)

- Sironoidea

- Pettalidae (11 genuri, 35 specii)
- Sironidae (8 genuri, 35 specii)
- Troglosironidae (1 genuri, 13 specii)

## Realații externe
Specii și imagini: Checklist of the Cyphophthalmi species of the World Arhivat în 3 martie 2016, la Wayback Machine.